# Sula (Kommune)
Sulaⓘ ist eine Kommune im norwegischen Fylke Møre og Romsdal. Die Kommune hat 9759 Einwohner (Stand: 1. Januar 2025) und liegt südlich der Stadt Ålesund. Verwaltungssitz ist die Ortschaft Langevåg.

## Geografie

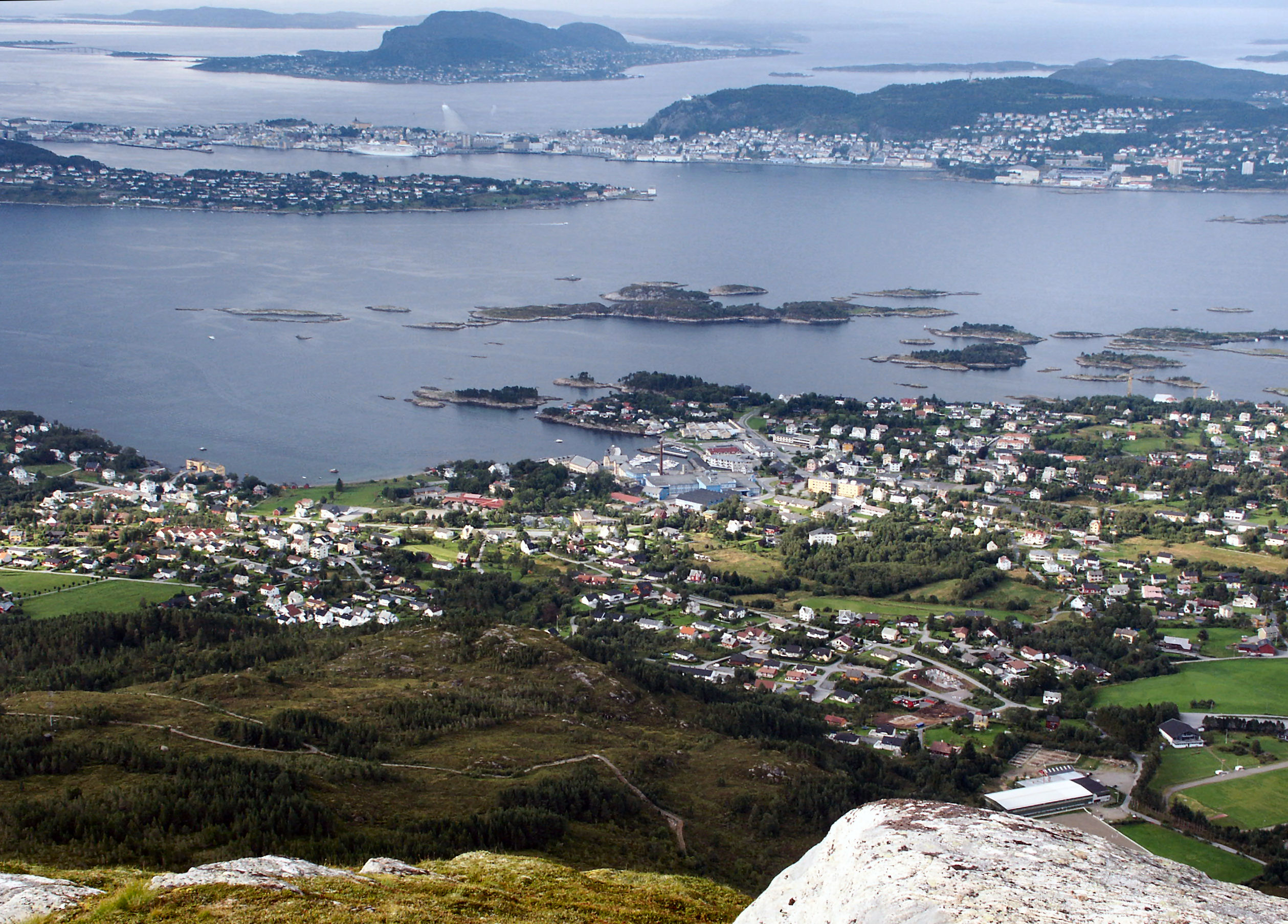
Blick auf Langevåg, unbewohnte Inseln Sulas sowie die Stadt Ålesund an der anderen Fjordseite

Die Kommune Sula liegt an der norwegischen Westküste und umfasst die gleichnamige Insel Sula sowie einige kleinere Inseln. Zu den kleineren Inseln gehören unter anderem Kveiteskjeret, Langedraget und Skarveskjeret. Im Westen der Insel Sula liegt der Fjord Sulafjorden, wo die Gemeindegrenze zur Kommune Hareid verläuft. Im Süden befindet sich der Storfjord, wo die Grenze zu Ørsta sowie im Südosten an einem Punkt zu Sykkylven liegt. Im Osten und Norden grenzt Sula in den Fjorden Åsefjorden, Hessafjorden und Borgundfjorden an die Kommune Ålesund. Im Nordwesten befindet sich zudem eine im Meer verlaufenden Grenze zu Giske. An der Nordküste, gegenüber der Stadt Ålesund am Borgundfjord, liegt der Ort Langevåg.
Auf Sula liegen einige kleinere Seen, so etwa das Vassetvatnet südlich von Langevåg. Die Gesamtfläche der Kommune beträgt 58,51 km², wobei Binnengewässer zusammen 1,45 km² ausmachen. Vor allem der Westen und Südwesten der Insel ist bergig und die dortigen Küsten steiler. Im Norden ist die Küste flacher. Die Erhebung Vardane (Tverrfjellet) stellt mit einer Höhe von 776,68 moh. den höchsten Punkt der Kommune Sula dar.

## Einwohner
Der Großteil der Einwohner lebt im nördlichen Küstenbereich zwischen Langevåg und dem Osten der Insel. Das Gebiet gehört zum Tettsted Ålesund. Ålesund ist der einzige sogenannte Tettsted in der Kommune, also die einzige Ansiedlung, die für statistische Zwecke als eine städtische Siedlung gewertet wird. Zum 1. Januar 2024 lebten 9130 der insgesamt 55.684 Einwohner der Stadt Ålesund in der Kommune Sula. Der Westen der Insel ist unbewohnt und der Süden ist nur sehr dünn besiedelt. Nach dem Ende des Zweiten Weltkriegs begann die Einwohnerzahl auf der Insel anzusteigen.
Die Einwohner der Gemeinde werden Sulalending genannt. Offizielle Schriftsprache ist wie in vielen Kommunen in Møre og Romsdal Nynorsk, die weniger weit verbreitete der beiden norwegischen Sprachformen.
| Jahr          | 1986 | 1990 | 1995 | 2000 | 2005 | 2010 | 2015 | 2020 | 2025 |
| ------------- | ---- | ---- | ---- | ---- | ---- | ---- | ---- | ---- | ---- |
| Einwohnerzahl | 6737 | 6691 | 6823 | 7070 | 7453 | 7931 | 8855 | 9310 | 9759 |

## Geschichte
Die Kommune Sula wurde zum 1. Januar 1977 gegründet, als die Insel Sula von Ålesund abgespalten worden ist. Sula hatte bei der Gründung 6302 Einwohner. Die Insel Sula war als Teil der Kommune Borgund zum 1. Januar 1968 in Ålesund eingegliedert worden.
In den 1950er-Jahren hatte die Textilfabrik Devold fabrikker etwa 850 Angestellte und gehörte damit zu den größten Nordeuropas. Die Fabrik wurde 1853 gegründet. Die Langevåg kyrkje ist eine Kirche aus dem Jahr 1948. Sie steht in der Ortschaft Langevåg. Im Jahr 1984 fertiggestellt wurde die Indre Sula kyrkje. Es handelt sich dabei um eine Holzkirche im Osten der Insel.

## Wirtschaft und Infrastruktur

### Verkehr

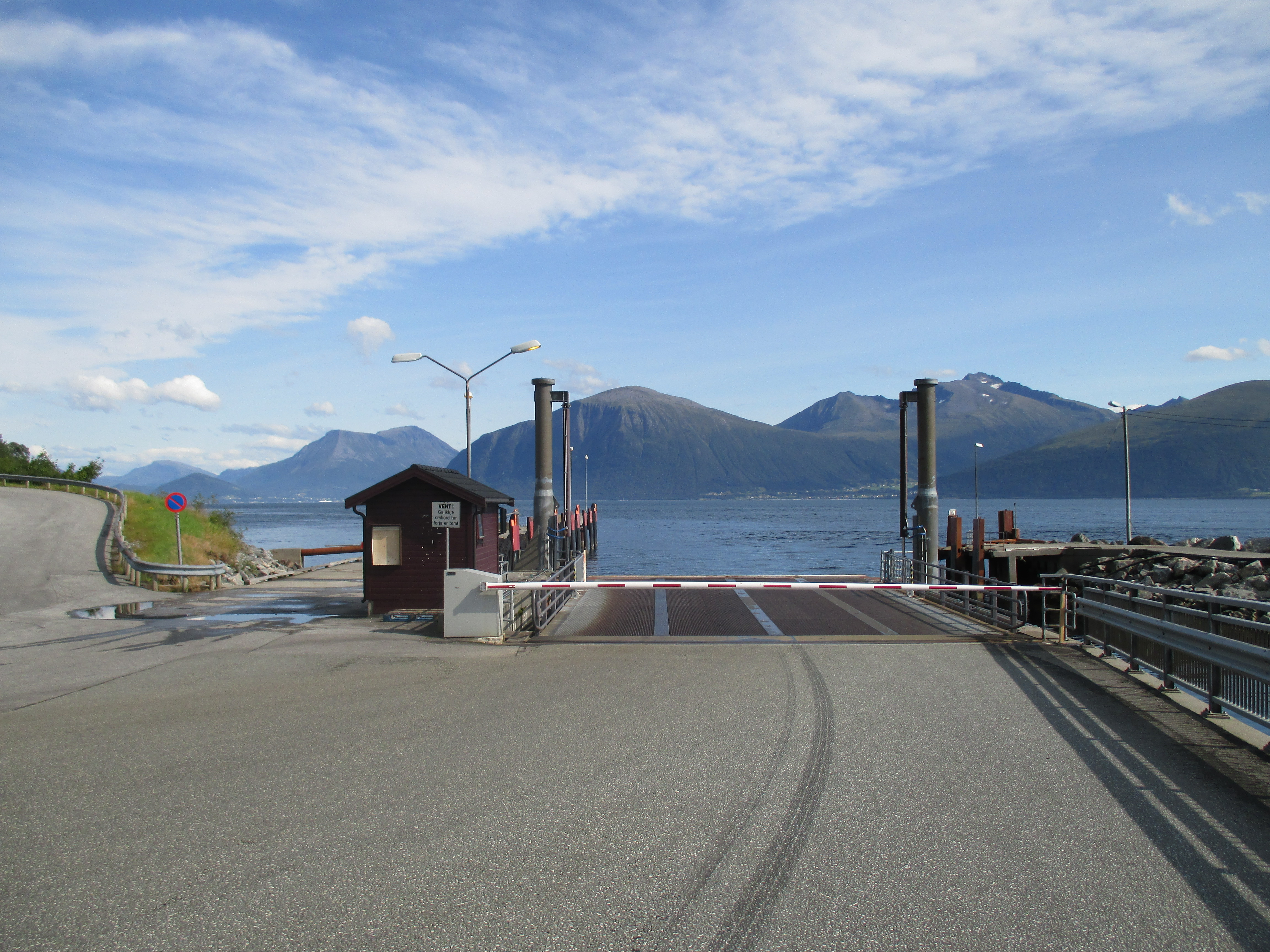
Anlegestelle der Fähre in Sulesund

In der Kommune Ørsta südlich von Sula führt die Europastraße 39 (E39) an der Küste des Storfjords entlang und per Fähre über den Fjord nach Sula. Auf Sula endet die Fährstrecke im Südosten der Insel. Von dort aus führt die Straße nach Norden. An diesem Punkt knickt die E39 nach Osten ab, wo sie über eine Brücke über die schmale Meerenge die Insel und damit auch die Kommune Sula in Richtung Ålesund verlässt. Von dem Punkt, an dem die E39 auf Sula in den Osten abknickt, führt der Fylkesvei 61 in den Westen. Von dieser Straße zweigt wiederum der Fylkesvei 657 in den Nordwesten nach Langevåg ab. Der Fylkesvei 61 führt hingegen zur Südküste, wo ab Sulesund eine Fähre über den Sulafjord in die Kommune Hareid führt.

### Wirtschaft
Neben dem Dienstleistungssektor ist die Industrie ein wichtiger Arbeitgeber. Dabei ist der Maschinenbau von größerer Bedeutung, wobei unter anderem der Bau von Schiffen und Bohrplattformen verbreitet ist. In der Lebensmittelindustrie ist die Fischverarbeitung typisch. Auch der Tourismus ist eine bedeutende Einnahmequelle. Im Jahr 2020 arbeiteten von über 4750 Arbeitstätigen nur knapp 2000 in Sula selbst, etwa 2190 arbeiteten in der Nachbarkommune Ålesund.

## Persönlichkeiten
- Stein Erik Tafjord (* 1953), Musiker
- Runar Tafjord (* 1957), Musiker
- Nils Petter Molvær (* 1960), Musiker
- Hild Sofie Tafjord (* 1974), Musikerin
- Kåre Nymark (* 1974), Musiker
- Dag-Inge Ulstein (* 1980), Politiker